# Мон Сен Мишел
Мон Сен Мишел (на френски: Le Mont-Saint-Michel) е скалист приливен остров и община в департамент Манш, регион Долна Нормандия, Франция. Абатството на острова е посветено на Архангел Михаил и е разположено е на около 1 км от брега, близо до устието на р. Куено. Общината има население от 43 души. Всяка година Мон Сен Мишел се посещава от над 3 000 000 души (на второ място във Франция по посещаемост след Ил дьо Франс). Статуята на Архангел Михаил, поставена на върха на църквата, се извисява на 170 метра над водата.
Населението на острова достига своя връх през 1851 г. – 1182 души. Към 2015 г. той е обитаван от около 50 души.

## История
През 6 и 7 век Мон Сен Мишел се използва като крепост на римско-британската култура и власт, до превземането му от франките. Според легендата Архангел Михаил се е явил на Св. Обер, епископ на Авранш през 708 г. и му е дал наставление да построи църква на скалистия остров. Обер пренебрегва наставлението докато архангелът продупчва черепа му с пръст. През 709 г. започва да се строи и селото около абатството. През 933 г. островът е анексиран заедно с Котантенския полуостров от херцог Гийом I Нормандски. През 1067 г. манастирът Мон Сен Мишел дава подкрепата си на Уилям Завоевателя. В резултат на това манастирът получава земи и имоти в Англия, а също е изобразен на гоблена от Байо. По време на Стогодишната война англичаните неколкократно се опитват да го превземат, но не успяват. След Френската революция абатството е затворено и превърнато в затвор, първоначално за духовници, които се противопоставят на новия режим. След като влиятелни фигури, включително Виктор Юго, започват кампания за възстановяване на статута на Мон Сен Мишел, през 1863 г. занданът е затворен и през 1874 г. островът е обявен за исторически паметник. Мон Сен Мишел и неговият залив са обявени от ЮНЕСКО за част от Световното културно наследство през 1979 г.
Според the Making of Featurettes на Extended Edition DVDs, Мон Сен Мишел е вдъхновението за архитектурата на Минас Тирит във филма от 2003 г. Властелинът на пръстените: Завръщането на краля, режисиран от Питър Джаксън.